# Cryptosiphum mordvilkoi
Cryptosiphum mordvilkoi är en insektsart. Cryptosiphum mordvilkoi ingår i släktet Cryptosiphum och familjen långrörsbladlöss. Inga underarter finns listade i Catalogue of Life.